# グッドウッド・サーキット
グッドウッド・サーキット(Goodwood Circuit)は、イングランド南部チチェスター郊外にある歴史のあるサーキット。かつて1948年から1966年まで、自動車やバイクのレースが盛んに開催された。サーキットは、グッドウッド・ハウスという大邸宅を中心とした土地にあり、ショートサーキット・トラックとヒル・トラックも設けられている。現在は、毎年開催されるイベント「グッドウッド・フェスティバル・オブ・スピード」と「グッドウッド・リバイバル」で知られている。

## 歴史
グッドウッド・サーキットは、イングランドの南海岸に近いグッドウッド・ハウスの地所にあり、チチェスター・グッドウッド空港を完全に囲む形になっている。このサーキットは、もともとは、タングミア空軍基地の予備飛行場として設けられたウェストハムネット空軍基地の境界線となる道路として、第二次世界大戦中に建設された。
1948年9月に、このサーキットでの最初のレースが行われ、500ccクラス(後のフォーミュラ3)でスターリング・モスが優勝、エリック・ブランドンとカーリー・ドライデンがこれに続いたが、全員がクーパーに乗っていた。
グッドウッドでは、数多くの有名ドライバーが活躍した。マイク・ホーソーンとグラハム・ヒルは、シングルシートでの最初のレースをこのサーキットで経験した。ロジャー・ペンスキーは1963年にここを訪れており、ジム・クラークとジャック・シアーズは1964年にここで競った。スターリング・モスは、このサーキットのセント・メアリズ・コーナーで起きた事故で瀕死の重傷を負い、国際的な活躍に終止符を打つことになった。マクラーレンの創設者ブルース・マクラーレンは、1970年にこのサーキットでテスト走行中の事故で命を落としている。
グッドウッドのレース・サーキットは、1950年代後半から1960年代はじめにかけて開催されていた9時間耐久レースで有名になった。現在は当時の車によるレースとして、グッドウッド・リバイバル (Goodwood Revival) で行われる耐久レースのサセックス・トロフィーとロイヤル・オートモービル・クラブ・ツーリスト・トロフィー(RAC TT)があり、当時よりずっと短時間ではあるが、その再現を見ることができる。

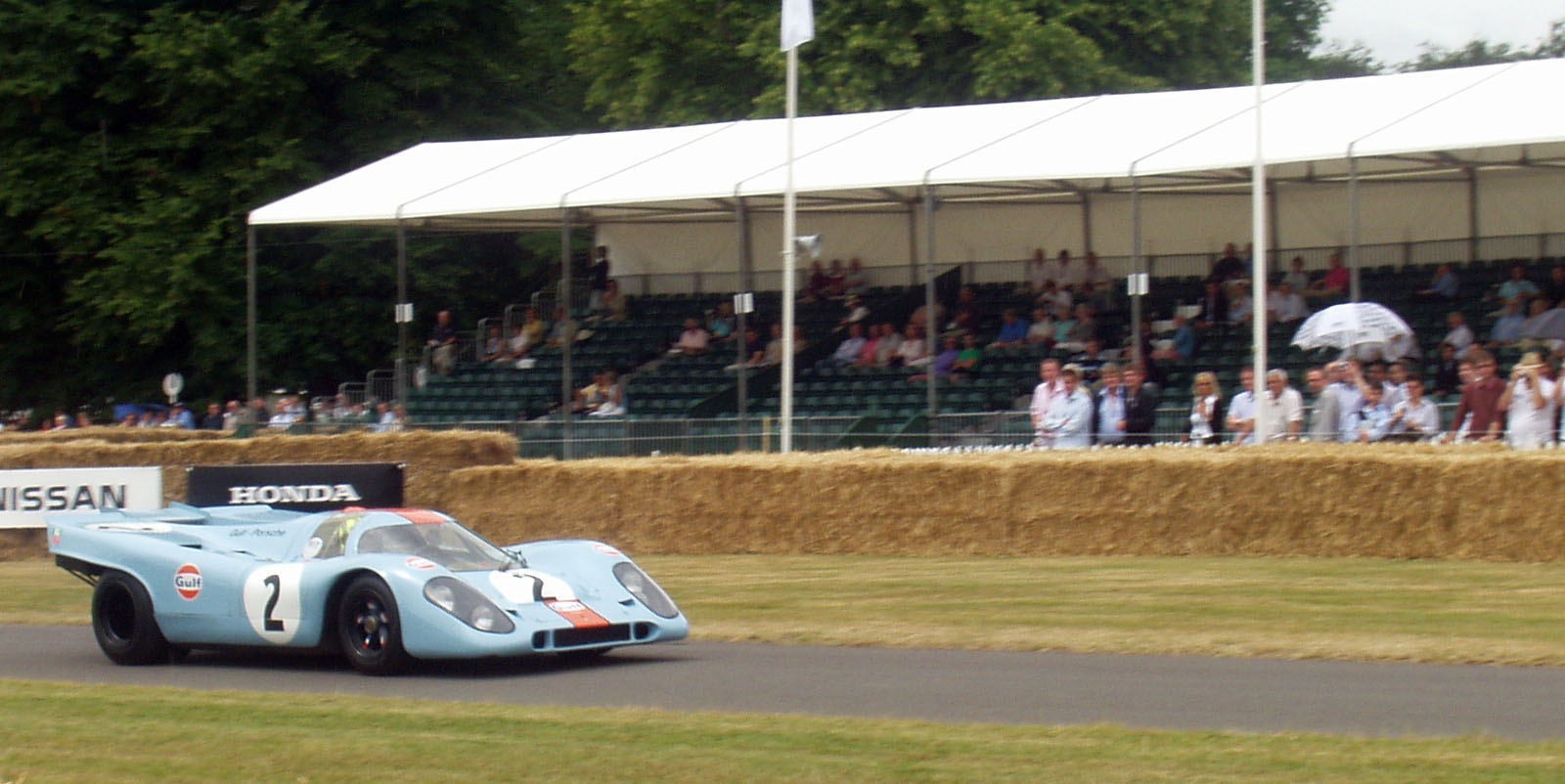
2006年のグッドウッドFoS で、ヒルクライムに挑む1970年製ポルシェ・917。

1966年を最後に、グッドウッドでは30年以上レースが開催されなかった。現代のレーシングカーのスピードに対応してコースに減速用のシケインを設けることを、サーキットのオーナーたちが嫌ったためである。しかし、フェスティバル・オブ・スピードのヒルクライムが成功したことを受けて、1998年にはレースが復活し、以降このサーキットは、イングランドにおける歴史的なモータースポーツ・イベントの拠点となった。現在は、クラシックカーのレースや、トラック・デイ、トライアウト・デイなどのイベントが開催されている。

## 主なイベント

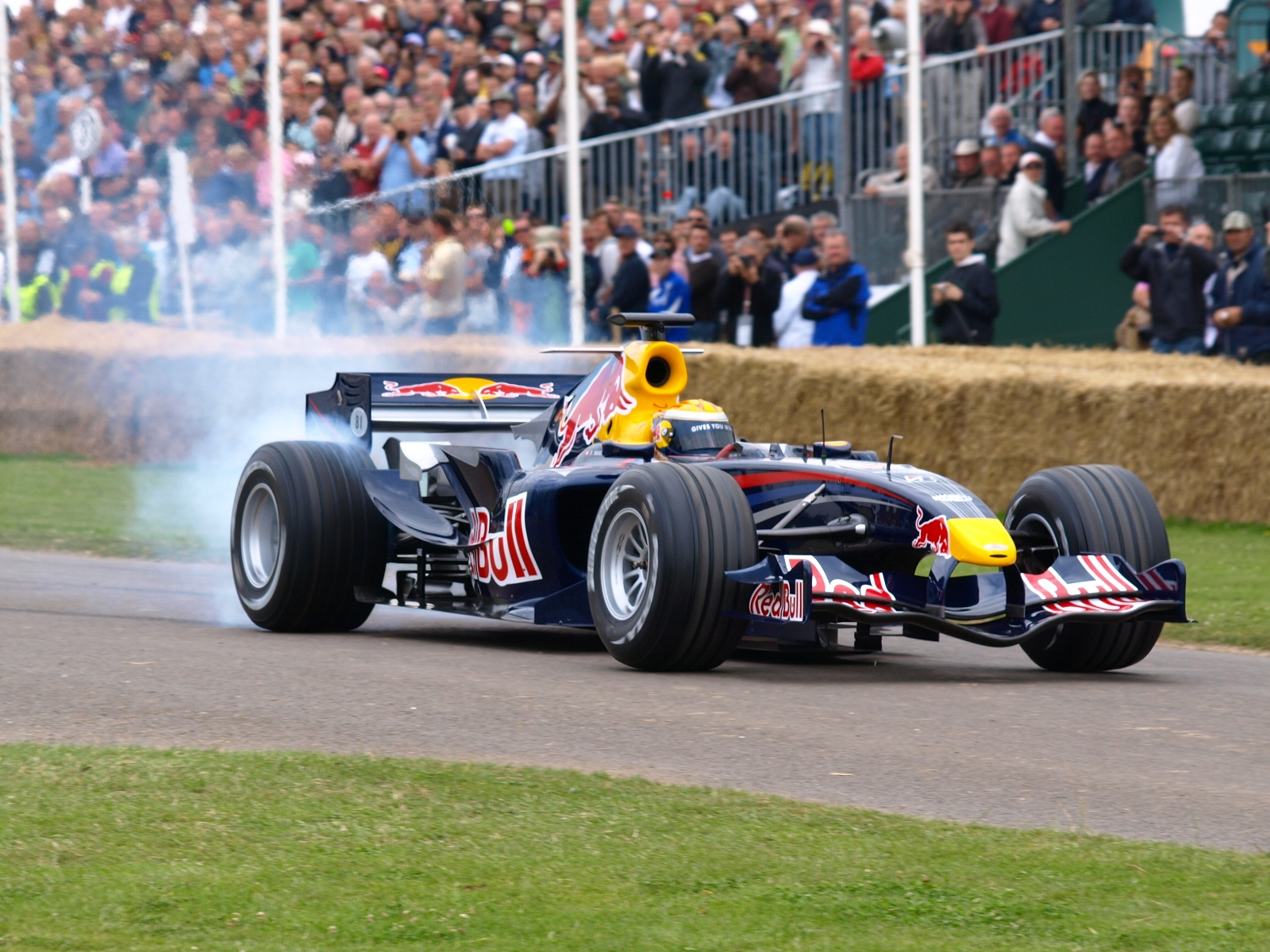
2008年のグッドウッドFoS における、セバスチャン・ブエミによるレッドブル・RB1 のデモンストレーション。

グッドウッド・フェスティバル・オブ・スピードは、毎年6月下旬か7月に開催される歴史的なレーシングカーをフィーチャーしたヒルクライムのイベント。10万人以上の観衆を集め近年徐々に人気が増え、2011年には推定18万人を記録している。
グッドウッド・リバイバルは、毎年9月に3日間にわたって開催されるクラシック・カー、バイクのイベントで、サーキットで盛んにレースが行われていた1948年から1966年までの時期の車やバイクが集まる。サーキットに隣接するチチェスター・グッドウッド空港には数多くの歴史的な飛行機も並んでおり、往時の雰囲気を味わうことができる。2008年には、メインの日曜日に、前年よりも9千人多い6万8千人の観衆が集まった。
2009年、モンゴルを目指して走るチャリティ資金集めのカー・ラリー「モンゴル・ラリー」が、出発地をそれまでのロンドンのハイドパークからグッドウッドに変更した。参加する車はスタート前に一般公開され、サーキットをパレード周回してラリーを始める。

## 参考サイト
- “Goodwood Revival Meeting: History”.   Unisys. 2005年12月7日閲覧。
- Goodwood website